# Font de les Escalbelles
La Font de les Escalbelles és una font del terme de Llimiana, a la vall de Barcedana. És a 520 msnm, al nord-est de la Masia del Ton, a l'esquerra del barranc del Boter.